# SS Midland City
El SS Midland City fue originalmente un barco de vapor canadiense de rueda lateral que proporcionó transporte de pasajeros y carga en los Grandes Lagos desde 1871 hasta 1955. Originalmente llamado Maud, luego America, se sometió a varias reformas exhaustivas durante sus 84 años de servicio y tuvo varios propietarios. 
El barco fue encallado intencionalmente y se quemó hasta la línea de flotación en 1955 cerca de la desembocadura del río Wye en Midland Bay. El naufragio está intacto y visible sobre el agua hasta el día de hoy, donde actúa como rompeolas para el Wye Heritage Marina y la atracción local.

## Hundimiento

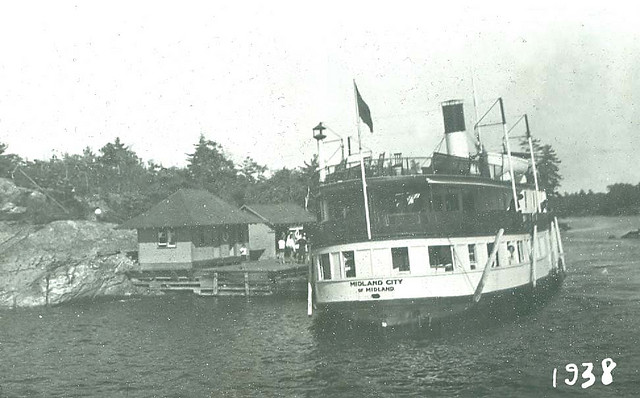
Atracado en la bahía Go Home, 1938

En 1955, el Midland City cumplió 84 años a flote, cuando encalló intencionadamente en la desembocadura del río Wye, donde el pantano de Wye desemboca en la bahía de Midland. El barco fue quemado intencionadamente.
El naufragio sirvió como atracción local para practicar snorkel y buceo antes de que finalmente se llenara y se conectara a la costa, formando un rompeolas para una entrada a Wye Heritage Marina. Aunque el descenso de los niveles de agua en la bahía Georgian ha dejado expuesta desde entonces parte de los costados de madera del barco, poco a poco se ha ido olvidando y pocos lugareños recuerdan su presencia.
Hoy en día, el pecio es claramente visible en imágenes satelitales en 44°45′08″N 79°51′02″O / 44.7523, -79.8505, como un pequeño muelle que apunta al noroeste, inmediatamente al norte de Wye Heritage Marina. La forma de su popa es inmediatamente evidente, mientras que su proa está oculta por las rocas que conectan el rompeolas con la costa. Si bien está cubierto de vegetación y lleno de rocas, el casco está relativamente intacto. Se pueden ver escombros en un largo rastro en el fondo del lago donde el barco encalló.